# Districte de Champaran
El districte de Champaran (Champak-aranya, "El bosc de Champak") fou una divisió administrativa de Bihar, Índia. El 1901 consta d'una superfície de 9145 km². Va existir des de 1866 fins a 1971.
A l'extrem oriental hi havia el riu Kudi; les muntanyes Someswar amb la vall del Juri Pani permetien veure el veí Nepal incloent el Mont Everest. Les altres muntanyes importants eren les muntanyes Dun.

## Història
El districte fou part del regne de Mithila vers el 1000 aC. S'ha trobat un pilar d'Asoka a Lauriya Nandangarh, i un altre a Rampurwa. El budisme va dominar fins al segle XI. Després dels Maurya van seguir els Sunga, i els Kanva amb seu a Magadha. Probablement fou per un temps part de l'Imperi Kuixan al segle i, passant després als Banphar rajputs al segle iii, i després als Gupta. Harsa la va dominar durant la seva efímera hegemonia al segle VII i en el seu regnat el peregrí xinès Huen-Tesang, va visitar l'Índia.
Del 750 al 1155 la Dinastia Pala governà l'est de l'Índia incloent Champaran. Va seguir la dinastia Chalukya; acompanyaven al rei Vikramaditya aventurers del Càrnatic i un d'aquests va fundar la dinastia Saka de Bengala i un altre, Nanya Deva, va fundar la dinastia Mithila hindú amb capital a Siaraon o Simraun, a la frontera indonepalesa. Nanya Deva va tenir sis successors de la seva nissaga, el darrer dels quals fou enderrocat per Had Singh Deva, que havia estat expulsat d'Ayodhia pels musulmans; aquesta dinastia va romandre independent quan el sud del Bihar fou conquerit per Muhammad-i-Bakhtyar Khilji el 1197.
Entre 1211 i 1226, Ghiyath al-Din Iwaz, governador de Bengala, va intentar envair Tirabhukti i Tirhut. Finalment un successor seu va aconseguir arrabassar Tirhut a Nar Singh Deva, rei de Simraun, el 1323. Com que Har Singh Deo, el darrer rei de Simraun s'havia refugiat a Nepal, el braman Kameshwar Thakur, fou coronal rei al seu lloc obrint la dinastia de Sugaon que va dominar Tirhut durant un segle com a tributària dels musulmans; el rei més famós fou Raja Shiva Singh cantat pel poeta Vidyapati.
Deva Tirabhukti fou atacat més tard per Sultan Ala al-Din Husain Shah de Bengala i per Sikandar Lodi de Delhi. El 1499 es va signar un tractat entre Delhi i Bengala que deixava Tirabhukti a Delhi. Tot seguit el sultanat va atacar Tirabhukti i va fer al seu príncep tributari. però després, Nasrat Shah, fill d'Ala al-Din, va atacar també Tirabhukti el 1530 i va annexionar el territori matant al raja i liquidant la dinastia Thakur. Nasrat va nomenar al seu gendre com a virrei. Segurament va aprofitar el moment de la conquesta de Delhi i el sultanat per Baber entre 1526 i 1529.
Després va passar a l'Imperi Mogol on va formar un sarkar més reduït que el posterior districte britànic: el 1582, segons Todar Mall, el ministre de finances d'Akbar, es componia de tres parganes. La superfície fou mesurada el 1765 i era de 6.594 km². La terra principal fou el zamindari de Bettiah creat per Jagal Kishori Singh i la resta pertanyé al zamindari de Ramnagar (a la frontera amb Nepal) i a la família coneguda com els Madhubani Babus, fundada per Abdul Singh, emparentat a la família de rages de Bettiah.
El 1760 el príncep Al-Gauhar, després Shah Alam, va envair Bihar i el governador de Purnit, Khadin Hussain, fou convidat a unir-se a l'expedició però abans de poder-se reunir amb el príncep fou atacat i destruït per una columna britànica dirigida pel capità Knox, a la batalla de Hajipur. Khadin Hussain va fugir a Bettiah.
El 1765 el districte amb la resta de Bengala va passar a la Companyia Britànica de les Índies Orientals i formà part del districte de Saran. Aquesta situació v continuar fins al 1866.
Després del 1765 les imposicions exagerades de la Companyia Britànica de les Índies Orientals sobre els zamindaris, i en concret sobre Bettiah, van portar a la revolta del sobirà que fou derrotat i el set estat rebaixat a zamindari. El raja va fugir a Bundelkhand (1766) i tot l'estat fou confiscat i posat sota administració de la companyia i concedida a uns parents fidels a la companyia. En aquest temps (vers 1766-1771) el zamindari era el més gran sota jurisdicció de la companyia; tot el futur districte de Champaran en feia part excepte un tros que tenien els rages del Ramnagar Raj (també de família braman bhumihar). La companyia no fou capaç de recaptar el que ella mateixa exigia i d'altra banda el deposat raja va prometre obediència, el 1771 l'administració del territori de les parganes de Majhawa i Simraon (o Simraun) fou retornada al raja mentre la resta del districte fou concedida a uns cosins als quals s'havia donat inicialment tot l'estat el 1766 (Sri Kishen Singh i Abdhoot Singh que eren fills de Prithi Singh i Satrajit Singh respectivament, germans petits de Raja Dalip Singh) i que ara van rebre territoris que va formar el zamindari de Shiuhar o Sheohar i el de Madhuban (amb les parganes de Babra i Maihsi) segons un acord de 24 de juliol de 1771.
No van tardar a esclatar diferències entre la companyia i Raja Jugalkishore Singh i aquest, que tornava a no poder pagar, fou deposat altre cop. El raja va rebre una pensió i va morir el 1783. El va succeir en els drets el seu fill Raja Birkishore Singh i a aquest el 1790 o 1791 el seu fill Anand Kishore Singh. El 22 de setembre de 1790 lord Cornwallis va recomanar retornar Majhwa i Simraun a Raja Jugalkishore Singh però aquest ja havia mort i l'acord es va fer amb els seus hereus en concret el fill Raja Birkishore Singh, que segons una referència justament va morir en aquest temps, segurament durant la negociació (ocupant el lloc el seu fill Anand Kishore Singh), però segons una altra va viure fins al 1816. En l'acord Srikishen Singh i Abdhoot Singh havien de ser reconeguts en els seus dominis condició que fou acceptada. Una delimitació de les parganes es va fer el 1791 i es va regular el zamindari de Bettiah o Bettiah Raj. Els altres afectats reclamaven per la descendència per línia femenina de Raja Jugalkishore Singh, mentre Raja Birkishore Singh havia defensat el seu dret basant-se en el fet que Jugalkishore havia estat legalment adoptat i havia succeït no pel dret matern sinó com fill adoptiu de l'avi.
En aquest temps hi va haver un conflicte amb els gurkhes de Nepal (1815) que va afectar la zona per raó de la situació fronterera, i va acabar amb el tractat de Sagauli. Van seguir 25 anys de pau i el 1840 tropes gurkhes van entrar al zamindari de Ramnagar reclamant el seu territori; les tropes gurkhes es van haver de retirar per la resistència de la població.
El 1857 es va amotinar la guarnició a Sagauli, sense conseqüències; els gurkhes ara van ajudar els britànics igual que el raja de Bettiah.
El districte separat es va crear el 1866. La seva població fou: 1.440.813 (1872), 1.721.608 (1881), 1.859.465 (1891), 1.790.463, baixada per la fam de 1897 (1901).
El 1901 estava format per dues subdivisions: Motihari i Bettiah. La capital era Motihari.
L'1 de desembre de 1971 el districte es va dividir en dos (localment Purbi Champaran i Paschim Champaran): Districte d'East Champaran i Districte de West Champaran.